# Ермолаев, Николай Васильевич
Николай Васильевич Ермолаев (19 декабря 1924, Малодубровное, Уральская область — 3 декабря 1999, Варгаши, Курганская область) — гвардии капитан Советской Армии, участник Великой Отечественной войны, Герой Советского Союза (1944). После увольнения в запас работал фельдъегерем узла связи.

## Биография
Николай Васильевич Ермолаев родился 19 декабря 1924 года в деревне Малодубровное Дубровинского (в 1925/26—1954 — Малодубровинского) сельсовета Половинского района Курганского округа Уральской области, ныне деревня входит в Половинский муниципальный округ Курганской области.
После окончания шести классов Сумкинской неполной школы работал в колхозе. 
С началом войны был мобилизован в трудармию на лесозаготовки в Иковский леспромхоз.
В августе 1942 года был призван на службу в Рабоче-крестьянскую Красную Армию. В 147-м учебном пулеметном полку прошел общевойсковую подготовку. С августа 1943 года — на фронтах Великой Отечественной войны. Участвовал в боях на Степном, 2-м и 3-м Украинских, 1-м Белорусском фронтах. К сентябрю 1943 года был разведчиком взвода пешей разведки 280-го гвардейского стрелкового полка 92-й гвардейской стрелковой дивизии 37-й армии Степного фронта. Отличился во время битвы за Днепр.
В конце сентября 1943 года одним из первых переправился через Днепр в районе села Дериевка Онуфриевского района Кировоградской области Украинской ССР и прикрыл переправу взвода. В октябре принял участие в разведке боем у хутора Луковка Пятихатского района Днепропетровской области, во время которой гранатами подбил бронемашину, после чего снял с неё пулемёт и огнём из него уничтожил около 30 солдат и офицеров противника.
Указом Президиума Верховного Совета СССР «О присвоении звания Героя Советского Союза офицерскому, сержантскому и рядовому составу Красной Армии» от 22 февраля 1944 года за «образцовое выполнение боевых заданий командования при форсировании реки Днепр, развитие боевых успехов на правом берегу реки и проявленные при этом отвагу и геройство» был удостоен высокого звания Героя Советского Союза с вручением ордена Ленина и медали «Золотая Звезда» за номером 3961.
В 1944 году окончил курсы комсоргов при политотделе 37-й армии, после чего был комсоргом роты. 15 апреля 1944 года под городом Бендеры был тяжело ранен. Лечился в госпитале города Грозный, вернулся на фронт. Конец войны встретил на Эльбе. В июле 1947 года был демобилизован в звании младшего лейтенанта.
Вернулся в Курганскую область, работал токарем на Варгашинском заводе противопожарного и специального оборудования.
С 1949 года работал председателем районного комитета ДОСААФ СССР.
В 1950 году вступил в ВКП(б), в 1952 году партия переименована в КПСС.
В июне 1951 года был повторно призван в армию. В 1952 окончил курсы переподготовки политсостава запаса Забайкальского военного округа и пехотное училище (экстерном). В 1956 году уволен в запас в звании старшего лейтенанта, после чего работал фельдъегерем узла связи в Варгашах.
Капитан в отставке Николай Васильевич Ермолаев умер 3 декабря 1999 года. Похоронен на кладбище рабочего посёлка Варгаши Варгашинского поссовета Варгашинского района Курганской области, ныне посёлок городского типа — административный центр Варгашинского муниципального округа той же области.

## Награды
- Герой Советского Союза, 22 февраля 1944 года[6][7][8]
  - Орден Ленина
  - Медаль «Золотая Звезда» № 3961
- Орден Отечественной войны I степени, 6 апреля 1985 года[9]
- Орден Красной Звезды, 30 декабря 1956 года
- медали[2].

## Память
- Мемориальная доска на доме где жил Герой, Курганская область, Варгашинский муниципальный округ, пгт Варгаши, ул. Социалистическая, 110 — 55°22′34″ с. ш. 65°48′34″ в. д.HGЯO
- Мемориальная доска на здании Местного отделения ДОСААФ России Варгашинского района Курганской области, пгт Варгаши, ул. Советская, 86а — 55°22′36″ с. ш. 65°48′56″ в. д.HGЯO
- Мемориальная доска на МОУ «Сумкинская средняя общеобразовательная школа», 59, установлена в 2015 году, Курганская область, Половинский муниципальный округ, с. Сумки, ул. Красивая, 59 — 55°02′35″ с. ш. 65°43′30″ в. д.HGЯO